# 1309 Hyperborea
Hyperborea (asteróide 1309) é um asteróide da cintura principal com um diâmetro de 57,15 quilómetros, a 2,7139131 UA. Possui uma excentricidade de 0,1528839 e um período orbital de 2 094,46 dias (5,74 anos).
Hyperborea tem uma velocidade orbital média de 16,64049496 km/s e uma inclinação de 10,28941º.
Esse asteróide foi descoberto em 11 de Outubro de 1931 por Grigory Neujmin.